# Liste der Kulturdenkmale in Stoltebüll
In der Liste der Kulturdenkmale in Stoltebüll sind alle Kulturdenkmale der schleswig-holsteinischen Gemeinde Stoltebüll (Kreis Schleswig-Flensburg) und ihrer Ortsteile aufgelistet (Stand: 14. April 2025).

## Legende
In den Spalten befinden sich folgende Informationen:
- Objekt-ID: die Nummer des Kulturdenkmales
- Lage: die Adresse des Kulturdenkmales und die geographischen Koordinaten. Kartenansicht, um Koordinaten zu setzen. In der Kartenansicht sind Kulturdenkmale ohne Koordinaten mit einem roten Marker dargestellt und können in der Karte gesetzt werden. Kulturdenkmale ohne Bild sind mit einem blauen Marker gekennzeichnet, Kulturdenkmale mit Bild mit einem grünen Marker.
- Offizielle Bezeichnung: Bezeichnung des Kulturdenkmales
- Beschreibung: die Beschreibung des Kulturdenkmales
- Bild: ein Bild des Kulturdenkmales

## Sachgesamtheit
| Objekt-ID | Lage                                 | Offizielle Bezeichnung | Beschreibung | Bild                             |
| --------- | ------------------------------------ | ---------------------- | --- | -------------------------------- |
| 29493     | Drült 1 (54° 41′ 9″ N, 9° 51′ 39″ O) | Gut Drült              | Gut Drült; 1801-1810, von Axel Bundsen für Louise Marianne von Rumohr; klassizistische Gutsanlage mit Herrenhaus mit Ausgestaltung von Francesco Antonio Tadey und Ausstattung; Hofraum, Scheune, Verwalterhaus, Kutschpferdestall, ehem. Schmiede, Gärtnerhaus, Gutspark, Obst- und Nutz- sowie Verwaltergarten, Erschließung von Osten über Lindenallee - Begründung: geschichtlich, wissenschaftlich, künstlerisch, städtebaulich, Kulturlandschaft prägend - Schutzumfang: Herrenhaus, Scheune, Gutspark mit Teich des Gutsparks, Knick, Gärtnerhaus, Kutschpferdestall, ehem. Schmiede, Hof- und Wirtschaftsflächen, Verwalterhaus mit Remise I, Einfriedung, sog. Verwaltergarten mit Pferdeschwemme, Obst- und Nutzgarten mit Teich des Obst- und Nutzgartens, Zufahrtsallee (Linden) | weitere Fotos \| Fotos hochladen |

## Bauliche Anlagen
| Objekt-ID | Lage                                         | Offizielle Bezeichnung     | Beschreibung | Bild                             |
| --------- | -------------------------------------------- | -------------------------- | --- | -------------------------------- |
| 1028      | Drült 1 (54° 41′ 9″ N, 9° 51′ 39″ O)         | Gut Drült: Herrenhaus      | Herrenhaus; 1806-1807, von Axel Bundsen; eingeschossiger teilverputzter Gelbziegelbau über Souterrain, mit Blendbogengliederung und Walmdach, dorischer Säulenportikus mit kastenartigem Frontispitz, parkseitig Mittelrisalit, giebelständige Zwerchhäuser; von Park umfangen; im Inneren künstlerische Ausgestaltung; mit Ausstattung - Begründung: geschichtlich, wissenschaftlich, künstlerisch, städtebaulich, Kulturlandschaft prägend - Schutzumfang: gesamtes Objekt mit Ausstattung, - Denkmaltyp: Bauliche Anlage, Sachgesamtheit: Gut Drült | weitere Fotos \| Fotos hochladen |
| 1029      | Drült 1 (54° 41′ 11″ N, 9° 51′ 44″ O)        | Gut Drült: Scheune         | Scheune; 1801; breitgelagerter, eingeschossiger, ungegliederter, vorrangig längs- und mit mittigem Tor quererschlossener Sichtziegelbau mit großem reetgedecktem Halbwalmdach auf dreischiffigem Dachstuhl - Begründung: geschichtlich, städtebaulich, Kulturlandschaft prägend - Schutzumfang: Scheune, - Denkmaltyp: Bauliche Anlage, Sachgesamtheit: Gut Drült | weitere Fotos \| Fotos hochladen |
| 9070      | Stoltebüllheck (54° 41′ 18″ N, 9° 52′ 28″ O) | Waldkate (des Gutes Drült) | Alteintragung (Aktualisierung vorgesehen) - Begründung: Alteintragung (Aktualisierung vorgesehen) - Schutzumfang: Alteintragung (Aktualisierung vorgesehen) - Denkmaltyp: Bauliche Anlage | BW                               |

## Gründenkmal
| Objekt-ID | Lage                                 | Offizielle Bezeichnung | Beschreibung | Bild |
| --------- | ------------------------------------ | ---------------------- | --- | ---- |
| 8115      | Drült 1 (54° 41′ 9″ N, 9° 51′ 39″ O) | Gutspark               | Gutspark; ca. 1802 - 1815, für Louise Marianne von Rumohr; das Herrenhaus umfangender, teils mit Knick begrenzter Landschaftspark mit Hoch- und Mittelbaumbestand und Sichtachsen, Quellteich, Brücke, Wegesystem mit wassergebundenen Decken, heimischem und exotischem Gehölzbestand in Form von Solitären und Kleingruppen; Wenderondell mit Ketten-Enceinte und Portalbäumen - Begründung: geschichtlich, wissenschaftlich, Kulturlandschaft prägend - Schutzumfang: Gutspark, Teich des Gutsparks, Knick - Denkmaltyp: Gründenkmal, Sachgesamtheit: Gut Drült | BW   |

## Quelle
- Liste der Kulturdenkmale in Schleswig-Holstein – Kreis Schleswig-Flensburg

- Karte mit allen Koordinaten:
- OSM |
- WikiMap